# Kananaskis Country

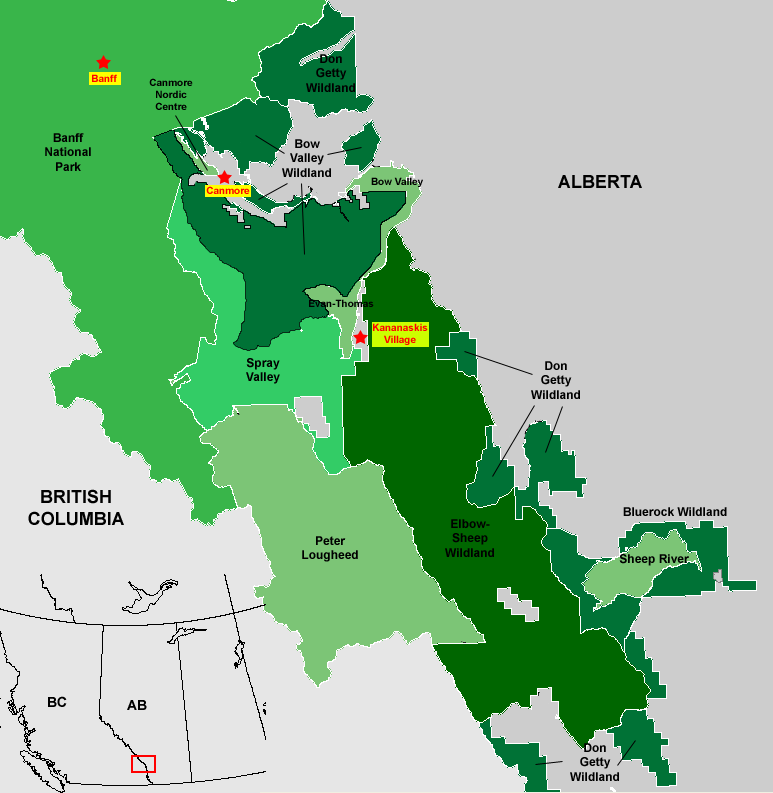
Das Kananaskis Country

Als Kananaskis Country wird ein Parksystem im Südwesten der kanadischen Provinz Alberta bezeichnet. Es liegt westlich von Calgary im Vorland der kanadischen Rocky Mountains sowie in diesen und reicht nach Westen bis zur Grenze von British Columbia bzw. zur kontinentalen Wasserscheide. 
Innerhalb des Parksystems sind verschiedene Provincial Park eingerichtet. Diese sind:
- Bluerock Wildland Provincial Park
- Bow Valley Provincial Park
- Bow Valley Wildland Provincial Park
- Bragg Creek Provincial Park
- Canmore Nordic Centre Provincial Park
- Don Getty Wildland Provincial Park
- Elbow-Sheep Wildland Provincial Park
- Peter Lougheed Provincial Park
- Sheep River Provincial Park
- Spray Valley Provincial Park

Der Banff-Nationalpark schließt sich im Norden an das Parksystem an, gehört jedoch nicht zu diesem. Südlich des Kananaskis Country liegen dann ebenfalls nicht zu diesem Parksystem gehörende nördliche Randbereiche des Biosphärenreservates Waterton.

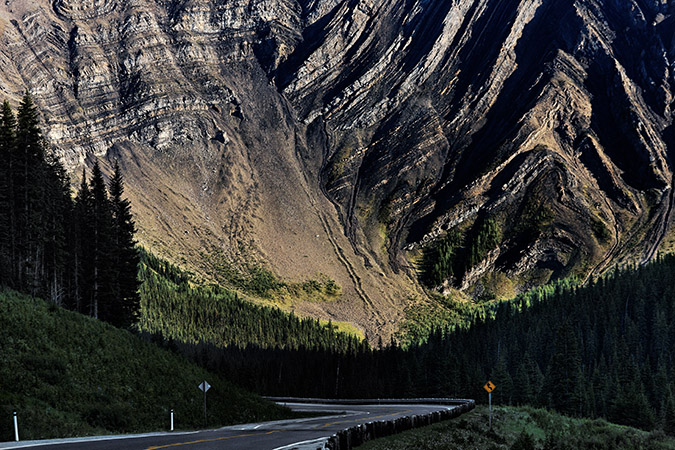
Highway 40 im Kananaskis Valley, Alberta

Erschlossen wird dieses Parksystem durch den Highway 1 als Teil des Trans-Canada Highways. Innerhalb des Parksystems fließt der Verkehr auf dem Highway 40, dem Highway 66 sowie dem Highway 68.
Als während des Zweiten Weltkrieges die Internierung von Japanern und japanischstämmigen Kanadiern erfolgte, wurde eines der Internierungslager hier in der Region eingerichtet.